# Wilhelm Ahlert
Wilhelm Heinrich Ahlert (* 5. November 1911 in Hannover; † 18. November 1975 in Ottobrunn) war ein deutscher Brigadegeneral der Luftwaffe der Bundeswehr.

## Leben
Wilhelm Ahlert trat am 1. Mai 1933 in den Polizeidienst ein und wechselte am 3. August 1935 in die neugegründete Luftwaffe der Wehrmacht. Er wurde dort am 1. Oktober 1935 zum Leutnant befördert und begann am 19. Oktober des Jahres seine Ausbildung an der Beobachter-Kampffliegerschule Jüterbog. Nach Verwendung im Kampfgeschwader 154 und Teilnahme an einem Nachrichten-Lehrgang in Brandis erhielt er am 10. November 1936 seine Genehmigung zum Beobachter. Er diente nachfolgend als Funk- und Navigationsoffizier im Kampfgeschwader 154 und wechselte am 1. März 1937 in gleicher Eigenschaft zur II. Gruppe unter Oberstleutnant Heribert Fütterer des Kampfgeschwader 157. Im Oktober 1937 besuchte er einen Luftbildlehrgang an der Fliegerschule Hildesheim und schloss diese im folgenden Monat ab. Er kehrte darauf als Nachrichtenoffizier in sein Kampfgeschwader zurück und wurde am 1. Juni 1938 zum Oberleutnant befördert. Anfang 1939 diente er als zunächst als Stabsoffizier, bevor er nach dem Überfall auf Polen am 1. September 1939 zum Ia bei der II. Gruppe des Kampfgeschwader 27 ernannt wurde.
Im Zweiten Weltkrieg diente er nach Beförderung zum Hauptmann am 19. Juli 1940 in verschiedenen Positionen, bevor er am 1. Oktober 1942 zum Major avancierte. Nachfolgend diente er als Stabsoffizier; ab Februar 1943 im Stab des Luftflottenkommando 3, ab April 1943 im Generalstab der Luftwaffe und ab Dezember 1943 als Ia der 2. Fliegerdivision. Am 1. Oktober 1944 wurde er in letzterer Position mit dem Deutschen Kreuz in Gold ausgezeichnet.
Nach dem Krieg studierte er Ingenieurswissenschaften und führte den Titel eines Diplom-Ingenieurs. Ahlert trat am 1. März 1956 in die neugegründete Luftwaffe ein. Er diente u. a. als Referatsleiter im Führungsstab der Luftwaffe. 1968 wurde er als Oberst Kommandeur der Technischen Akademie der Luftwaffe und blieb bis 1970 in diesem Amt, wobei er im April 1968 zum Brigadegeneral befördert wurde.